# Nikolaus von Schönberg
Ennio Filonardi (Meissen, 11 de agosto de 1472 - Roma, 7 de setembro de 1537) foi um cardeal do século XVI.

## Biografia
Nasceu em Meissen em 11 de agosto de 1472. De uma família ilustre. Filho de Theodor von Schönberg. Seu sobrenome também está listado como Schomberg e Scomber.
Estudou jurisprudência em Pisa. Em Prato ouviu pregar o frade dominicano Girolamo Savonarola e decidiu ingressar na ordem; ingressou na Ordem dos Pregadores (Dominicanos) no Convento de São Marco, Florença, 1497; estudou artes liberais e filosofia com o pe. Savonarola, de quem recebeu o hábito religioso; obteve o doutorado em teologia.
Ordenado (nenhuma data encontrada). Prior dos conventos dominicanos de Lucca, Siena e Florença. Sócio de sua ordem em Roma e provincial da Terra Santa, 1507-1508. Trabalhou sob o comando do mestre-geral da ordem, Tomás Caetano, futuro cardeal, como procurador geral, 1508-1515. A partir de 1510 foi também professor na Universidade La Sapienza , em Roma; e a partir de 1512 foi também vigário da província alemã, que visitou. Participou do V Concílio de Latrão, 1515.
Eleito arcebispo de Cápua em 12 de setembro de 1520. Consagrado (nenhuma informação encontrada). Foi nomeado núncio perante os príncipes cristãos em 10 de março de 1524; como tal, visitou a Polónia, Hungria, França (Blois), Espanha (Burgos) e Inglaterra (Londres). Núncio extraordinário perante o imperador, 5 de junho de 1529; ele trabalhou para alcançar a paz em Cambrai; viajou para Lyon em 8 de agosto de 1529; retornou a Roma em 19 de setembro de 1529. Governador de Florença em 1530. Representou os interesses alemães na Cúria Romana sob quatro papas. Abade comendador de S. Salvatore de Colle até 1534; e do mosteiro beneditino S. Donato de Sexto Calendas , Pavia, até 1534.
Criado cardeal sacerdote no consistório de 21 de maio de 1535. Renunciou ao governo da arquidiocese, em 28 de abril de 1536. Recebeu o barrete vermelho e o título de S. Sisto, em 31 de maio de 1537; nesse consistório, o novo cardeal pediu uma acção decisiva contra o rei Henrique VIII de Inglaterra e a publicação da bula papal condenando publicamente o monarca, mas a sua opinião não prevaleceu. Ele instou o Papa Paulo III a elevar o Bispo John Fisher de Rochester ao cardinalato. O Cardeal Schönberg foi um promotor da reforma da Igreja.
Morreu em Roma em 7 de setembro de 1537, no convento dominicano de S. Maria sopra Minerva. Sepultado do lado esquerdo próximo à entrada principal da igreja de S. Maria sopra Minerva, Roma